# Stadiumx
Stadiumx est un duo de disc jockeys et producteurs hongrois, composé de Dave Martin et Sully.
Leur single Howl At The Moon sorti en 2014 eut un succès retentissant, atteignant la première place du Top 100 sur la plate-forme de téléchargement Beatport, et ce durant plusieurs semaines consécutives . Le single intégra également de nombreux classements nationaux, comme en France ou aux États-Unis.
Wonderland, sorti le 29 juin 2015, inaugure leur propre label nouvellement créé, TurnitUp Musikǃ.

## Discographie[4]

### Singles
- 2013 : Stadiumx & Muzzaik - Rollerkraft  [?]
- 2014 : Stadiumx & Taylr Renee - Howl At The Moon  [Protocol Recordings]
- 2014 : Tom Swoon & Stadiumx feat. Rico & Miella - Ghost  [Protocol Recordings]
- 2015 : Stadiumx feat. Angelika Vee - Wonderland [TurnItUp Muzik]
- 2015 : Stadiumx & Dzasko feat. Delaney Jane - Time is on your side [Armada Trice]
- 2015 : Stadiumx & Metrush - Glare [TurnItUp Muzik]
- 2015 : Nicky Romero & Stadiumx - Harmony  [Protocol Recordings]
- 2016 : Stadiumx - Mombasa [TurnItUp Muzik]
- 2016 : Muzzaik & Stadiumx - So Much Love [SPRS (Spinnin' Records)]

### Remixes
- 2014 : David Guetta - Lovers On The Sun (Stadiumx remix) [Stadiumx]
- 2014 : Matrix & Futurebound - Don't Look Back feat. Tanya Lacey (Stadiumx Remix) [Stadiumx]
- 2014 : Wilkinson feat. Tom Cane - Half Light (Stadiumx Remix) [Stadiumx]
- 2014 : Sultan & Ned Shepard feat Zella Day & Sam Martin - All These Roads (Stadiumx remix) [Stadiumx]
- 2014 : Katy Perry - Roar (Stadiumx Bootleg) [Stadiumx]
- 2014 : Robbie Rivera featuring Lizzie Curious - My Heart (Stadiumx Remix) [Black Hole Recordings]
- 2015 : Manufactured Superstars featuring Danni Rouge - Like Satellites (Stadiumx Remix) [Black Hole Recordings]
- 2015 : Cash Cash - Surrender (Stadiumx Remix) [Big Beat (Atlantic)]
- 2015 : Gareth Emery feat. Gavin Beach - Eye Of The Storm (Stadiumx Remix) [GarudaMusic]
- 2015 : Robin Schulz feat. Francesco Yates – Sugar (StadiumX Remix) [Tonspiel]
- 2016 : Moguai - You'll See Me ft. Tom Cane (Stadiumx Remix)
- 2019 : Kygo & Imagine Dragons - Born To Be Yours (Stadiumx Remix)